# 일본의 애니메이션 목록
다음은 일본의 애니메이션에 관한 목록이다.
- 일본의 텔레비전 애니메이션 목록
- 일본의 애니메이션 영화 목록
- 일본의 OVA 목록
- 일본의 웹 애니메이션 목록